# Królewski astronom Szkocji
Królewski astronom Szkocji (ang. Astronomer Royal for Scotland) – stanowisko utworzone w 1834 roku na wzór królewskiego astronoma (Anglii). 
Do 1995 królewski astronom Szkocji był dyrektorem, założonego w 1776, Królewskiego Obserwatorium w Edynburgu. Od tego czasu jest to tytuł honorowy. 
- 1834–1844 Thomas Henderson
- 1846–1888 Charles Piazzi Smyth
- 1889–1905 Ralph Copeland
- 1905–1910 sir Frank Watson Dyson
- 1910–1937 Ralph Allen Sampson
- 1938–1955 William Michael Herbert Greaves
- 1957–1975 Hermann Brück
- 1975–1980 Vincent Cartledge Reddish
- 1980–1990 Malcolm Longair
- 1991–1995 wakat
- 1995– John Campbell Brown